# Rappresentazione irriducibile
In matematica, in particolare nella teoria delle rappresentazioni dei gruppi e delle algebre, una rappresentazione irriducibile {\displaystyle (\rho ,V)} o irrep di una struttura algebrica {\displaystyle A} è una rappresentazione non nulla che non ha sottorappresentazioni proprie non banali {\displaystyle (\rho |_{W},W)}, insieme a {\displaystyle W\subset V} chiuso sotto l'azione di {\displaystyle \{\rho (a):a\in A\}} .
Ogni rappresentazione unitaria di dimensione finita su uno spazio di Hilbert {\displaystyle V} è la somma diretta delle rappresentazioni irriducibili. Le rappresentazioni irriducibili sono sempre non decomponibili (cioè non possono essere ulteriormente scomposte in una somma diretta di rappresentazioni), ma il viceversa potrebbe non valere, ad esempio la rappresentazione 2-dimensionale dei numeri reali agenti come matrici triangolari superiori unipotenti è non decomponibile ma riducibile.

## Storia
La teoria delle rappresentazioni dei gruppi è stata generalizzata da Richard Brauer dagli anni '40 per fornire una teoria delle rappresentazioni modulari, in cui gli operatori matriciali agiscono su uno spazio vettoriale su un campo di caratteristica arbitraria, piuttosto che uno spazio vettoriale sul campo dei numeri reali o sul campo dei numeri complessi.

## Panoramica
Sia {\displaystyle \rho } una rappresentazione cioè un omomorfismo {\displaystyle \rho :G\to GL(V)} di un gruppo {\displaystyle G} dove {\displaystyle V} è uno spazio vettoriale su un campo {\displaystyle F}. Se scegliamo una base {\displaystyle B} per {\displaystyle V}, {\displaystyle \rho } può essere pensata come una funzione (un omomorfismo) da un gruppo in un insieme di matrici invertibili e in questo contesto è chiamata rappresentazione matriciale. Tuttavia, semplifica notevolmente le cose pensare allo spazio {\displaystyle V} senza base.
Un sottospazio lineare {\displaystyle W\subset V} è chiamato {\displaystyle G}-invariante se {\displaystyle \rho (g)w\in W} per ogni {\displaystyle g\in G} e ogni {\displaystyle w\in W} . La co-restrizione di {\displaystyle \rho } al gruppo lineare generale di un sottospazio {\displaystyle G}-invariante {\displaystyle W\subset V} è nota come sottorappresentazione. Una rappresentazione {\displaystyle \rho :G\to GL(V)} si dice irriducibile se ha solo sottorappresentazioni banali (tutte le rappresentazioni possono formare una sottorappresentazione con i sottospazi {\displaystyle G}-invarianti, ad esempio l'intero spazio vettoriale {\displaystyle V} e l'insieme vuoto). Se esiste un sottospazio invariante non banale proprio, {\displaystyle \rho } si dice riducibile.

### Notazione e terminologia delle rappresentazioni dei gruppi
Gli elementi di gruppo possono essere rappresentati da matrici, sebbene il termine "rappresentato" abbia un significato specifico e preciso in questo contesto. Una rappresentazione di un gruppo è una mappa dagli elementi del gruppo al gruppo lineare generale di matrici. Come notazione, siano a{\displaystyle a}, b{\displaystyle b}, c{\displaystyle c}, ... elementi di un gruppo G con prodotto di gruppo significato senza alcun simbolo, quindi ab è il prodotto di gruppo di a e b ed è anche un elemento di G, e si indicano le rappresentazioni con D. La rappresentazione di a è scritta
{\displaystyle D(a)={\begin{pmatrix}D(a)_{11}&D(a)_{12}&\cdots &D(a)_{1n}\\D(a)_{21}&D(a)_{22}&\cdots &D(a)_{2n}\\\vdots &\vdots &\ddots &\vdots \\D(a)_{n1}&D(a)_{n2}&\cdots &D(a)_{nn}\\\end{pmatrix}}}
Per definizione di rappresentazioni di gruppo, la rappresentazione di un prodotto di gruppi si traduce in moltiplicazione matriciale delle rappresentazioni:
{\displaystyle D(ab)=D(a)D(b)}
Se e è l'elemento identità del gruppo (così che ae = ea = a, ecc.), allora D ( e ) è una matrice identità, o identicamente una matrice a blocchi di matrici identità, poiché dobbiamo avere
{\displaystyle D(ea)=D(ae)=D(a)D(e)=D(e)D(a)=D(a)}
e analogamente per tutti gli altri elementi del gruppo. Le ultime due affermazioni corrispondono al requisito che D è un omomorfismo di gruppo.

### Rappresentazioni riducibili e irriducibili
Una rappresentazione è riducibile se contiene un sottospazio G-invariante non banale, cioè se tutte le matrici {\displaystyle D(a)} possono essere messe nella forma di una matrice triangolare superiore a blocchi dalla stessa matrice invertibile {\displaystyle P} . In altre parole, se c'è una trasformazione di similitudine:
{\displaystyle D'(a)\equiv P^{-1}D(a)P,}
che mappa ogni matrice nella rappresentazione negli stessi blocchi triangolari superiori del modello. Ogni blocco minore di sequenza ordinata è una sottorappresentazione di gruppo. Vale a dire, se la rappresentazione è di dimensione k, allora si ha:
{\displaystyle D'(a)=P^{-1}D(a)P={\begin{pmatrix}D^{(11)}(a)&D^{(12)}(a)\\0&D^{(22)}(a)\\\end{pmatrix}},}
dove {\displaystyle D^{(11)}(a)} è una sottorappresentazione non banale. Se riusciamo a trovare una matrice {\displaystyle P} quello fa {\displaystyle D^{(12)}(a)=0} anche, allora {\displaystyle D(a)} non è solo riducibile ma anche scomponibile.
Avviso: anche se una rappresentazione è riducibile, la sua rappresentazione matriciale potrebbe non essere ancora la forma del blocco triangolare superiore. Avrà questa forma solo se scegliamo una base opportuna, che si ottiene applicando la matrice {\displaystyle P^{-1}} sopra alla base standard.

### Rappresentazioni decomponibili e non decomponibili
Una rappresentazione è decomponibile (scomponibile) se tutte le matrici {\displaystyle D(a)} possono essere messe in forma diagonale a blocchi dalla stessa matrice invertibile {\displaystyle P} . In altre parole, se c'è una trasformazione di similitudine:
{\displaystyle D'(a)\equiv P^{-1}D(a)P,}
che diagonalizza ogni matrice nella rappresentazione nello stesso modello di blocchi diagonali. Ciascuno di questi blocchi è quindi una sottorappresentazione di gruppo indipendente dagli altri. Le rappresentazioni D ( a ) e D′ ( a ) si dicono rappresentazioni equivalenti. La rappresentazione può essere scomposta in una somma diretta di k > 1 matrici:
{\displaystyle D'(a)=P^{-1}D(a)P={\begin{pmatrix}D^{(1)}(a)&0&\cdots &0\\0&D^{(2)}(a)&\cdots &0\\\vdots &\vdots &\ddots &\vdots \\0&0&\cdots &D^{(k)}(a)\\\end{pmatrix}}=D^{(1)}(a)\oplus D^{(2)}(a)\oplus \cdots \oplus D^{(k)}(a),}
quindi D ( a ) è scomponibile, ed è consuetudine etichettare le matrici scomposte con un apice tra parentesi, come in D ( n ) ( a ) per n = 1, 2, ..., k, anche se alcuni autori scrivono semplicemente l'etichetta numerica senza parentesi.
La dimensione di D ( a ) è la somma delle dimensioni dei blocchi:
{\displaystyle \dim[D(a)]=\dim[D^{(1)}(a)]+\dim[D^{(2)}(a)]+\cdots +\dim[D^{(k)}(a)].}
Se questo non è possibile, cioè k = 1, allora la rappresentazione è non decomponibile.
Avviso: anche se una rappresentazione è scomponibile, la sua rappresentazione matriciale potrebbe non essere diagonale a blocchi. Avrà questa forma solo in una base opportuna, che si ottiene applicando la matrice {\displaystyle P^{-1}} sopra alla base standard.

### Connessione tra rappresentazione irriducibile e rappresentazione scomponibile
Una rappresentazione irriducibile è per natura non decomponibile. Tuttavia, non è detto il contrario. Comunque, in alcune condizioni, una rappresentazione indecomponibile è anche irriducibile. In particolare quando:
- il gruppo {\displaystyle G} è finito e ha una rappresentazione sul campo {\displaystyle \mathbb {C} }[4]
- il gruppo {\displaystyle G} è finito e ha una rappresentazione sul campo {\displaystyle K}, se abbiamo {\displaystyle char(K)\nmid |G|}.

## Esempi di rappresentazioni irriducibili

### Rappresentazione banale
Tutti i gruppi hanno una rappresentazione banale unidimensionale, irriducibile.

### Rappresentazione unidimensionale
Qualsiasi rappresentazione unidimensionale è irriducibile in virtù del fatto che non ha sottospazi non banali propri.

### Rappresentazioni complesse irriducibili
Le rappresentazioni complesse irriducibili di un gruppo finito {\displaystyle G} possono essere caratterizzate utilizzando i risultati della teoria dei caratteri. In particolare, tutte queste rappresentazioni si decompongono come somma diretta di irrep e il numero di irrep di {\displaystyle G} è uguale al numero di classi di coniugazione di {\displaystyle G}.
- Le rappresentazioni complesse irriducibili di {\displaystyle \mathbb {Z} /n\mathbb {Z} } sono esattamente dati dalle mappe {\displaystyle 1\mapsto \gamma }, dove {\displaystyle \gamma } è un {\displaystyle n}-esima radice dell'unità.
- Sia {\displaystyle V} una rappresentazione complessa {\displaystyle n}-dimensionale di {\displaystyle S_{n}} con base {\displaystyle \{v_{i}\}_{i=1}^{n}} . Quindi {\displaystyle V} si decompone come somma diretta dell'irreps{\displaystyle V_{\text{triv}}=\mathbb {C} \left(\sum _{i=1}^{n}v_{i}\right)}
- Sia {\displaystyle G} un gruppo. La rappresentazione regolare di {\displaystyle G} è lo spazio vettoriale complesso libero sulla base {\displaystyle \{e_{g}\}_{g\in G}} con l'azione di gruppo {\displaystyle g\cdot e_{g'}=e_{gg'}}, denotato {\displaystyle \mathbb {C} G.} Tutte le rappresentazioni irriducibili di {\displaystyle G} appaiono nella decomposizione di {\displaystyle \mathbb {C} G} come somma diretta di irrep.

## Applicazioni in fisica teorica e chimica
In meccanica quantistica e in chimica quantistica, ogni insieme di autostati degeneri dell'operatore hamiltoniano comprende uno spazio vettoriale per una rappresentazione del gruppo di simmetria dell'hamiltoniano, un "multiplo", meglio studiato mediante riduzione alle sue parti irriducibili. Identificare le rappresentazioni irriducibili permette quindi di etichettare gli stati, prevedere come si separeranno (o transiranno ad altri stati) sotto perturbazioni. Pertanto, in meccanica quantistica, le rappresentazioni irriducibili del gruppo di simmetria del sistema etichettano parzialmente o completamente i livelli energetici del sistema, consentendo di determinare le regole di selezione.

## Gruppi di Lie

### Gruppo di Lorentz
Le irrep di D(K) e D(J), dove J è il generatore di rotazioni e K il generatore di boost, possono essere usate per costruire rappresentazioni di spin del gruppo di Lorentz, perché sono legate alle matrici di spin della meccanica quantistica. Ciò consente di ricavare equazioni d'onda relativistiche.